# Ceutorhynchus pallipes
Ceutorhynchus pallipes är en skalbaggsart som beskrevs av George Robert Crotch 1866. Ceutorhynchus pallipes ingår i släktet Ceutorhynchus, och familjen vivlar. Arten är reproducerande i Sverige.